# 岡村清香
岡村清香（おかむら さやか、1975年3月3日 - ）は、元熊本放送（RKK）社員で元同局アナウンサー。熊本県熊本市出身。うお座、座右の銘は「おかげさま」。
2005年4月から2009年3月まで報道部に所属していた。

## 来歴
- 2003年 - RKK入社。同局のアナウンサーとなる。
- 2004年4月〜2005年3月 - ラジオ番組「とんでるワイド 大田黒浩一のきょうも元気!」の月曜・火曜の番組パーソナリティを担当。
- 2005年4月 - 報道部へ異動。報道記者とともに平日夕方のローカルニュース番組「夕方いちばんNEWS」のメインキャスターを兼務。
- 2009年3月27日 - 「夕方いちばんNEWS」が終了。
- 2009年4月 - 同局アナウンサーだった江上浩子と入れ替わる形で放送部に異動。再び同局アナウンサーとなる。
4月1日放送からラジオ番組「小松士郎のラジオのたまご」の番組パーソナリティーとして、水曜〜金曜を担当。
- 2010年4月2日 - 「小松士郎のラジオのたまご」の番組パーソナリティーを卒業。
- 2010年4月5日 - 平日朝放送のラジオ番組「奥田圭のさんさんラジオ」がスタート。これにあわせ、この番組内で7時台に放送されるRKK版の「歌のない歌謡曲」の番組パーソナリティーとなる。
- 2013年9月30日 - RKKを退職。
- 2020年2月3日、PR会社「株式会社はずむ」を創業（岡村自身は、同社代表取締役社長を務める。）

## 担当した番組

### テレビ
- 夕方いちばんNEWS（当時報道部所属、RKKワイド夕方いちばんに内包、2005年3月28日〜2009年3月27日）
- わくわく熊本市
- おしえて!くまモン
- roasso magazine（ナレーション）

### ラジオ
- とんでるワイド 大田黒浩一のきょうも元気!（2004年4月〜2005年3月、月曜・火曜担当）
- 小松士郎のラジオのたまご（2009年4月1日〜2010年4月2日、水曜〜金曜担当）
- 歌のない歌謡曲（「奥田圭のさんさんラジオ」内で放送）
- チャーリー永谷のCOUNTRY SUNSHINE!!
- おはよう文庫（「生島ヒロシのおはよう一直線」内で放送）
- 阿蘇ゆるっとラジオ